# Marina Znak
Marina Mikałajeuna Znak, po mężu Sinielszczikowa (biał. Марына Мікалаеўна Знак [Сiнельшчiкова]; ur. 17 maja 1961 w Berlinie Wschodnim) – białoruska wioślarka. Brązowa medalistka olimpijska z Atlanty.
Brała udział w czterech igrzyskach olimpijskich (IO 88, IO 92 - w barwach WNP, IO 96, IO 2000 – jako reprezentantka Białorusi). Brązowy medal w 1996 wywalczyła w ósemce. Na mistrzostwach świata zdobyła dla ZSRR dwa złote i jeden srebrny medal w ósemce. Dla Białorusi z kolei dwa złote i jeden brązowy krążek w czwórce bez sternika.